# Вайгани

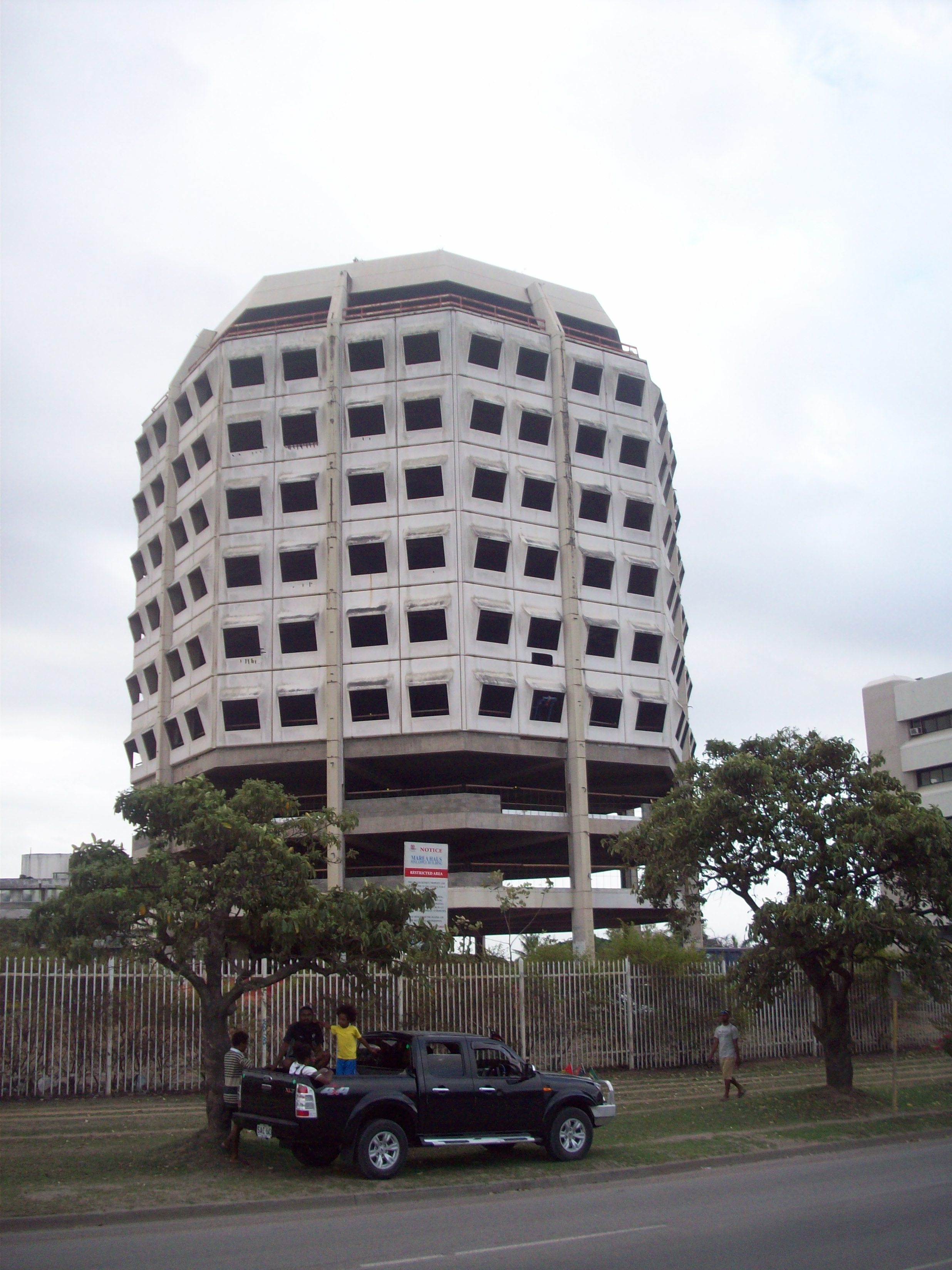
Одно из административных зданий района, которое так и не было завершено

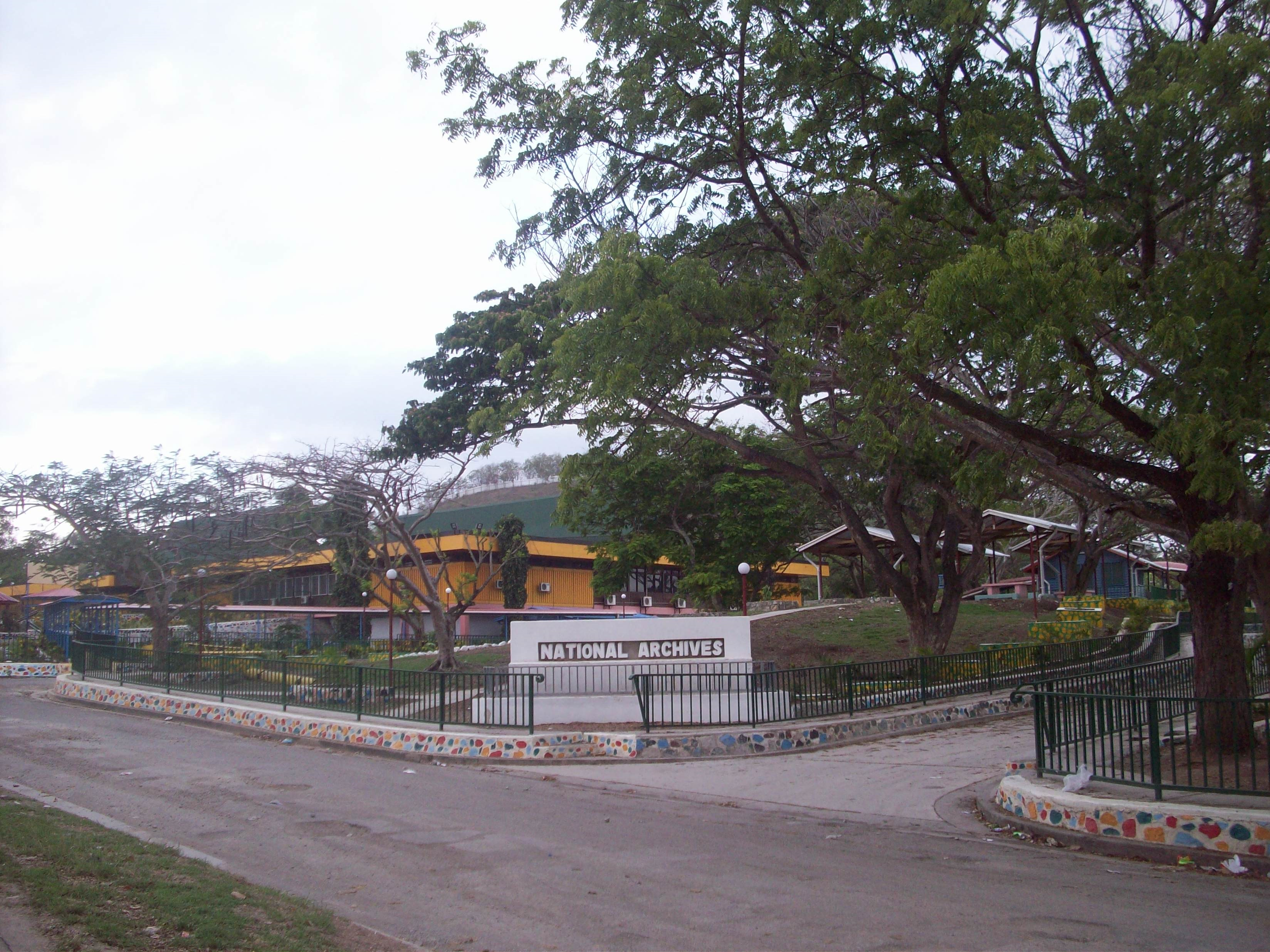
Национальная библиотека и Национальный архив

Вайгани (англ. Waigani) — один из пригородов Порт-Морсби, столицы Папуа-Новой Гвинеи. Вайгани был спроектирован и построен специально для размещения там правительственных учреждений. Считается культурным и политическим центром Порт-Морсби.

## Расположение
Вайгани находится рядом с аэропортом к северу от Порта-Морсби.

## История
До обретения независимости Папуа-Новой Гвинеей, в 1973 году она получила право на самоуправление. Тогда местными властями было решено построить административный квартал включавший в себя первоначальное здание законодательного органа автономии и предшественника любительского государственного театра, а также национального и верховного суда. Некоторые административные здания уже существовали в центре Порт-Морсби, но постепенно они были переведены в новые на территории Вайгани. Некоторые здания так и остались недостроенными после того как Папуа-Новая Гвинея обрела независимость в 1975 году.

## Описание
На территории Вайгани находятся здание Национального парламента Папуа-Новой Гвинеи, Национальный и Верховный суд, Университет Папуа-Новой Гвинеи, Дом Мораута, Национальный музей Папуа-Новой Гвинеи, Национальная библиотека и Национальный архив, Высокие комиссии Великобритании, Австралии, Новой Зеландии и Посольство Японии, а также спортивная площадка, где проходят празднования Дня независимости.